# Caravan & The New Symphonia
Caravan & The New Symphonia es el primer álbum en vivo de la banda británica Caravan. Fue publicado el 29 de marzo de 1974 por el sello discográfico Decca Records. El álbum se grabó en vivo el 28 de octubre de 1973 en el Theatre Royal, en Drury Lane, acompañados por la orquesta The New Symphonia.

## Recepción de la crítica
Un escritor no especificado de Record & Radio Mirror habló bien del álbum, comentando sobre Caravan que: «Su nombre se escucha en las altas esferas pero no su música. Bueno, todo eso cambiará con el lanzamiento de este álbum». Un escritor no especificado de Record World consideró el álbum como «un conjunto interesantemente emocionante». Un escritor no especificado de la revista Cash Box declaró: «Todo el álbum brilla con profesionalismo, desde el punto de vista de la composición hasta la necesaria ejecución que fluye en cada ritmo del disco».

## Lista de canciones
| Lado uno |                        |                                            |          |  |
| N.º      | Título                 | Escritor(es)                               | Duración |  |
| 1.       | «Introduction»         | Simon Jeffes                               | 5:55     |  |
| 2.       | «Mirror for the Day»   | Pye Hastings                               | 4:19     |  |
| 3.       | «The Love in Your Eye» | Richard Coughlan Hastings Richard Sinclair | 12:02    |  |

| Lado dos |                            |                                             |          |  |
| N.º      | Título                     | Escritor(es)                                | Duración |  |
| 1.       | «Virgin on the Ridiculous» | Hastings                                    | 6:53     |  |
| 2.       | «For Richard»              | Coughlan Hastings R. Sinclair Dave Sinclair | 13:48    |  |

## Créditos y personal
Créditos adaptados desde las notas de álbum de Caravan & The New Symphonia.
Caravan
- Pye Hastings – guitarra, voces
- Geoff Richardson – viola eléctrica
- Richard Coughlan – batería
- John G. Perry – bajo eléctrico, voces
- Dave Sinclair – piano eléctrico, órgano, sintetizador

The New Symphonia
- Richard Studt, David Woodcock, Wilf Gibson, Roy Gillard. Godfrey Salmon, Jo Frolich, Liz Edwards, Irvin Arditti – primeros violines
- Gavyn Wright, Rita Eddowes, Robin Williams, Cathy Weiss, Dee Partridge, Lucy Finch – segundos violines
- Don McVay, Jan Schlapp, Tony Harris, Roger Chase – viola
- Martin Robinson, Helen Liebmann, Colin Walker, Lynden Cranham – violonchelo
- Chris Laurence, Nick Worters – contrabajo
- Jimmy Hastings – flauta, saxofón alto
- Andrew Cauthery – corno inglés
- Michael Harris – clarinete, clarinete bajo
- Stephen Maw – fagot, contrafagot
- Terry Johns, Robin Davies, Ted Chance, Mike Perton – trompa
- Paul Beer, Michael Crowther, Geoff Perkins – trombón
- John Smith – tuba
- Skaila Kanga – arpa
- Garry Kettell – timbal, pandereta, conga
- Morris Pert – timbal, conga, flexatono, tam-tam

Músicos adicionales
- Liza Strike, Vicky Brown, Margot Newman, Helen Chappelle, Tony Burrows, Robert Lindop, Danny Street – coros